# Henri Garnier
Henri Garnier (Feschaux, Beauraing, Namur, 18 de setembre de 1908 - Hermeton-sur-Meuse, França, 4 de gener de 2003) va ser un ciclista belga que fou professional entre 1933 i 1937. El seu èxit més important fou el triomf a la Volta a Suïssa de 1936.

## Palmarès
- 1930 (júnior)
  - 1r del Gran Premi de la Metal·lúrgia de les Ardenes (amb els professionals)
- 1936
  - 1r de la Volta a Suïssa, vencedor d'una etapa i 1r del Gran Premi de la Muntanya

### Resultats al Tour de França
- 1935. Abandona (9a etapa)